# プライメイトシティ
プライメイトシティ（英: primate city）とは、地域の中で最も大きく、規模において2番目の都市（第二都市）を大きく引き離している都市を指す。一極集中型となっているため、影響力も大きい。
日本語では首位都市（しゅいとし）、あるいは首座都市（しゅざとし）と訳される。

プライメイトシティのない国は赤色で描かれている。

## 分類
人口が集中する都市は、人口を涵養できる産業の立地と関係がある。

### 税に起因する立地
農業が産業の主体である国は、産業の中心である農村の方が人口を涵養できるため、都市への人口の集積は少ない。但し、余剰農産物の発生によって交易拠点が都市化したり、税を集める首都や地方政府所在地が都市化する。この時、首都がプライメイトシティとなる。例として、日本の平安京がある。

### 鉱業や原料立地型工業に起因する立地
原料指向型（原料立地型）工業や鉱業が発展すると、工業原料の産出地や工場周辺に人口が集中して都市化する。日本では江戸時代までは金鉱・銀鉱の産地、明治以降は炭鉱や鉄鉱の産地がそれに当り、夕張炭鉱・筑豊炭田・釜石（鉄鉱）が有名である。
一部の国では、鉄鉱・金鉱・ダイヤモンド産地・油田など様々ある。発展途上国の内、産油国やダイヤモンド・金産出国では、これらの鉱業に関連した都市やその輸出港がある都市がプライメイトシティになる場合が多いが、鉱物の輸出で得た富が必ずしも産出地や輸出港のみが独占するわけではなく、富を集めるのは金融が発達した都市（首都や国際空港がある都市）となる例も多いため、そちらがプライメイトシティとなる事もある。
鉱物の富を首都に集めている国家は、アフリカや中東の産油国に多い。

### 発展途上地域の金融センターに起因する立地
その他の資源の乏しい発展途上国では、自国外からの援助金や投資を元に産業が発展する例が多い。この場合、先進国から遠い国では国際空港がある首都、及び首都周辺に産業が集中する傾向が大きい。即ち、交通の利便性が大きい都市（主に首都）が国内や地方内の金融の窓口となり、そのお金に引き寄せられて人口や産業が集まって、プライメイトシティとなる。ASEAN諸国の内、資源の乏しい国はこの傾向が大きい。
日本では、都道府県別GDP比率で、本土の2倍程度の公共事業の資金が経由する札幌（札幌都市圏）や那覇（那覇都市圏）が、この代表例である。

### 内需の発達に起因する立地
産業発展によって国民の所得が増加すると、工業製品やサービスの内需が拡大する。その際、国内交通が発達していない場合は、販売やサービスの拠点は無数につくられる。交通インフラストラクチャーや物流が発達してくると、それらが集約されてプライメイトシティとなる例が見られる。

### 先進国のプライメイトシティ
一方、日本のように、資源が乏しいか、あるいは国内産業に必要な量ほどの資源がない先進国では、中央集権体制を敷いてプライメイトシティが形成される傾向がある。同様の傾向はタイなど、新興国にも見られる。また、人口の少ない国や、面積の小さい国（連邦国家である場合は例外）は、国内投資に回せる資金が少ないために「都市国家」の様相を呈し、自然とプライメイトシティを形成する。ただし、歴史との関係もあるため、一律にはいえない。
日本の現在の状況は、IT産業の発達と同時に産業の「金融化」が進み、企業の収益体制が実業部門と株などの金融部門の二本立て傾向が強まったため、内需・外需双方の金融の中心である東京にヒト・モノ・カネ・情報が集まり、企業の本社も東京一極集中傾向にある。すなわち、バブル経済期まで企業の本社が多く存在した大阪から東京へ本社が移転したり、本社機能が移転する傾向が強まり、東京と大阪との差が大きく開いてきている。

### 連邦国家のプライメイトシティ
アメリカ合衆国・ロシア・ブラジルなどの連邦国家においては、交通・産業の拠点が分散し、地域の拠点都市が多く造られやすい。この場合は国土の広さとは関係が無く、ドイツ、スイス、アラブ首長国連邦などでも同様である。また、連邦国家ではないが、中華人民共和国にもこのような傾向が見られる。これらの国では国家的なプライメイトシティは成立しがたい。しかし、州（省・自治共和国）ごとや地域ごとの、より小さい単位でのプライメイトシティが多数存在する。
例えば、ニューヨーク市はアメリカ合衆国最大の都市であり、大都市圏では2000万人近い人口を抱え、世界経済に与える影響も大きいが、国内政治面での影響は小さい。首都どころかニューヨーク州の州都ですらない。一方で、アリゾナ州の州都フェニックスは全米規模では（人口こそ全米6位と多いものの）地方都市の一つに過ぎないが、その都市圏には州の総人口の約7割が集中し、州の政治・経済・産業・交通の中心地としての役割を担う、アリゾナ州のプライメイトシティと言うことができる。西部ではハイテク産業とエンターテイメント産業の中枢であるカリフォルニアのロサンゼルスやサンフランシスコ、北西部では航空産業のシアトル、中西部では自動車産業のデトロイトや穀物取引・食品加工のシカゴ、南部では商業・通信産業のアトランタや金融産業のシャーロット、南西部では石油産業のヒューストンやダラスと、規模だけでなく産業も分散している。マスメディアも地方紙が多い。

## 影響

### 問題点
過密と社会資本不足
プライメイトシティは更なる巨大化に拍車をかけるため、物的・社会的インフラの整備に対して人口が過剰になり易い。この結果、通勤ラッシュ、交通渋滞、汚染、騒音、住宅不足、地価高騰、物価高、治安の悪化も含めた住民サービスの低下などの都市問題が発生する。
集中の脆弱性
都市への集中は効率性をもたらす可能性が高いが、局所的に大きな被害をもたらす自然災害などに際しては脆弱である。周辺に機能が代替可能な都市がない場合には、大規模な自然災害が起こると、当該都市のみならず地域全体が機能不全に陥る。
均衡ある発展の阻害
プライメイトシティ化は放置しても解消しがたく、地域内の他都市や村落の疲弊・衰退を招く可能性がある。

### 長所
一方、プライメイトシティの卓越を評価する意見もある。プライメイトシティへの集中的な投資により、長期的な視点でみると規模の経済や集積の経済につながるという主張や、交通網の発達やイノベーションの拡散を促進するという主張もある。

## 世界のプライメイトシティの例
- ヨーロッパ
  - ロンドン：イギリス
  - パリ：フランス
  - ウィーン：オーストリア
  - プラハ：チェコ
  - ブダペスト：ハンガリー
  - ブカレスト：ルーマニア
- 中南米
  - メキシコシティ：メキシコ
  - リマ：ペルー
  - サンティアゴ：チリ
  - ブエノスアイレス：アルゼンチン
  - モンテビデオ：ウルグアイ
  - カラカス：ベネズエラ

- 中東
  - テヘラン：イラン
  - バグダード：イラク
- アフリカ
  - カイロ：エジプト
  - ナイロビ：ケニア
  - アビジャン：コートジボワール
  - ブラザヴィル：コンゴ共和国
  - キンシャサ：コンゴ民主共和国
  - アンタナナリボ：マダガスカル
  - ルアンダ：アンゴラ
  - リーブルヴィル：ガボン
- アジア
  - 東京（東京都区部）：日本
  - 台北（北北基)：中華民国（台湾）
  - ソウル：大韓民国
  - ダッカ：バングラデシュ
  - ウランバートル：モンゴル
  - バンコク：タイ
  - ジャカルタ：インドネシア
  - マニラ：フィリピン

### （参考）明確なプライメイトシティが存在しない国
- 国内に複数の拠点性を持つ都市が存在する。
- 最大都市と第2の都市との人口格差が小さい。
- 商業・工業・行政・歴史等の機能を各都市で分け合っている。
- ※は厳密にはプライメイトシティが存在する国

| 地域         | 国                | 都市 |
| ------------ | ----------------- | --- |
| アジア・中東 | 中華人民共和国    | 北京（首都）、上海（最大都市・商業・経済の中心）、香港（金融・観光都市）、重慶（内陸部最大の都市）、深圳（IT産業の中心） |
| アジア・中東 | インド            | デリー（首都）、ムンバイ（最大都市・経済・金融の中心）、コルカタ（東部の中心、イギリス植民地時代初期の旧首都）、 チェンナイ（南部の中心）など |
| アジア・中東 | パキスタン        | イスラマバード（首都）、カラチ（人口最大都市）、ラホール（北部の中心） |
| アジア・中東 | イスラエル※       | エルサレム（政治都市・宗教都市、イスラエル国の宣言した首都）、テルアビブ（最大都市・交流都市、経済の中心都市、国際的に承認されている首都） |
| アジア・中東 | ベトナム          | ハノイ（首都・北部の中心）、ホーチミン（最大都市・南部の中心、経済都市） |
| アジア・中東 | シリア            | ダマスカス（首都）、アレッポ（北部の古都） |
| アジア・中東 | イエメン          | サナア（首都）、アデン（港湾都市・旧南イエメンの首都） |
| アジア・中東 | アラブ首長国連邦  | ドバイ（経済・金融・観光の中心）、アブダビ（首都） |
| アジア・中東 | サウジアラビア    | リヤド（首都、最大都市、経済の中心）、ジッダ（港湾都市、第二の都市）、メッカ（宗教都市、イスラム教最大の聖地） |
| アジア・中東 | カザフスタン      | アスタナ（首都）、アルマトイ（最大都市、経済の中心） |
| アフリカ     | リビア            | トリポリ（首都・トリポリタニア地方の中心）、ベンガジ（キレナイカ地方の中心） |
| アフリカ     | モロッコ          | カサブランカ（商業、金融の中心）、ラバト（首都）、フェズ（北部内陸の中心・古都） |
| アフリカ     | 南アフリカ        | ヨハネスブルグ（最大都市、経済・商業・工業の中心）、プレトリア（行政首都）、ケープタウン（立法首都・観光都市、港湾都市）、 ブルームフォンテーン（司法首都） |
| アフリカ     | ナイジェリア※     | アブジャ（首都）、ラゴス（最大都市、経済・商業の中心） |
| ヨーロッパ   | オランダ          | アムステルダム（法律上の首都・最大都市・経済の中心都市）、ロッテルダム（港湾都市）、デン・ハーグ（事実上の首都、国際都市）、 ユトレヒト（鉄道交通の中心都市） |
| ヨーロッパ   | ドイツ            | ベルリン（首都・最大都市）、ミュンヘン（バイエルン地方の中心都市）、ハンブルク（港湾都市）、 フランクフルト（経済・金融・商業・交通の中心都市）、デュッセルドルフ（工業の中心都市）、ボン（旧西ドイツ時代の首都、現在でも一部の政治機関や大企業などは残留）           |
| ヨーロッパ   | トルコ            | イスタンブール（最大都市・経済の中心、古代ローマ後期・東ローマ帝国～オスマン帝国時代の古都）、アンカラ（首都） |
| ヨーロッパ   | スイス            | チューリッヒ（最大都市、経済の中心）、ベルン（首都）、ジュネーヴ（国連機関の集まる国際都市） |
| ヨーロッパ   | スペイン          | マドリード（首都）、バルセロナ（カタルーニャ地方の中心都市・第二の都市） |
| ヨーロッパ   | イタリア          | ローマ（首都）、ミラノ（経済の中心都市）、トリノ（工業の中心都市）、ナポリ（南イタリアの中心都市） |
| ヨーロッパ   | ロシア連邦※       | モスクワ（首都、最大都市、経済の中心）、サンクトペテルブルク（第二の都市、港湾都市、工業の中心）、ウラジオストク（東部の中心） |
| ヨーロッパ   | スウェーデン※     | ストックホルム（首都、最大都市、経済の中心）、ヨーテボリ（第二の都市、港湾都市、工業の中心） |
| 北アメリカ   | アメリカ合衆国    | ニューヨーク（最大都市・商業・経済の中心）、ロサンゼルス（西海岸最大の都市）、ワシントンD.C.（首都）、 シカゴ（内陸最大の都市・第二の金融の拠点） etc、ヒューストン（宇宙産業、エネルギー産業の中心）、サンフランシスコ（IT産業の中心）、アトランタ（航空産業の中心） |
| 北アメリカ   | カナダ            | トロント（最大都市）、オタワ（首都）、モントリオール（ケベック州最大の都市）、バンクーバー（西海岸最大の都市、港湾都市） |
| 中南米       | ブラジル          | サンパウロ（最大都市・商業・経済の中心）、リオデジャネイロ（港湾・観光都市）、ブラジリア（首都）、 レシフェ（北東部の中心）、ポルト・アレグレ（南部の中心） |
| 中南米       | エクアドル        | キト（首都）、グアヤキル（最大都市・港湾都市） |
| 中南米       | ボリビア          | ラパス（現在の事実上の首都）、スクレ（旧首都および憲法上の首都、最高裁判所の所在地）、 サンタ・クルス・デ・ラ・シエラ（最大都市・経済の中心） |
| 中南米       | ホンジュラス      | テグシガルパ（首都・最大都市）、サン・ペドロ・スーラ（商業・経済の中心） |
| オセアニア   | オーストラリア    | シドニー（最大都市・商業・経済の中心）、メルボルン（第二の都市）、ブリスベン（第三の都市）、 パース（西部の中心都市）、キャンベラ（首都） |
| オセアニア   | ニュージーランド※ | オークランド（最大都市・商業・経済の中心、旧首都）、ウェリントン（現在の首都） |

## 都道府県単位のプライメイトシティの例
北海道：札幌市
宮城県：仙台市
栃木県：宇都宮市

### プライメイトシティが存在しない都道府県
| 都道府県 | 都市                                                                                             |
| -------- | ------------------------------------------------------------------------------------------------ |
| 静岡県   | 静岡市（県庁所在地）、浜松市（最大都市、工業都市）                                               |
| 福島県   | 福島市（県庁所在地）、郡山市（最大都市、経済の中心都市）、いわき市（沿岸部の中心都市、港湾都市） |
| 山口県   | 山口市（県庁所在地）、下関市（最大都市、経済の中心都市、港湾都市）                               |
| 三重県   | 津市（県庁所在地）、四日市市（最大都市、工業都市）                                               |
| 茨城県   | 水戸市（県庁所在地、最大都市）、つくば市（第二の都市、学術の中心）                               |